# Musée du Satakunta
Le Musée du Satakunta (finnois : Satakunnan Museo) est un musée situé  à Pori en Finlande.

## Architecture
Le bâtiment conçu par Olaf Küttner est construit en 1973 au bord de la rivière Kokemäenjoki.

## Collection
Les collections permanentes du Musée du Satakunta présentent l'histoire du Satakunta et de la ville de Pori, de la préhistoire à aujourd'hui.
Les collections comptent plus de 80 000 articles .
Les archives du musée comprennent plus de 300 000 photographies, cartes et dessins architecturaux.
Le musée accueille aussi des expositions temporaires.

## Galerie

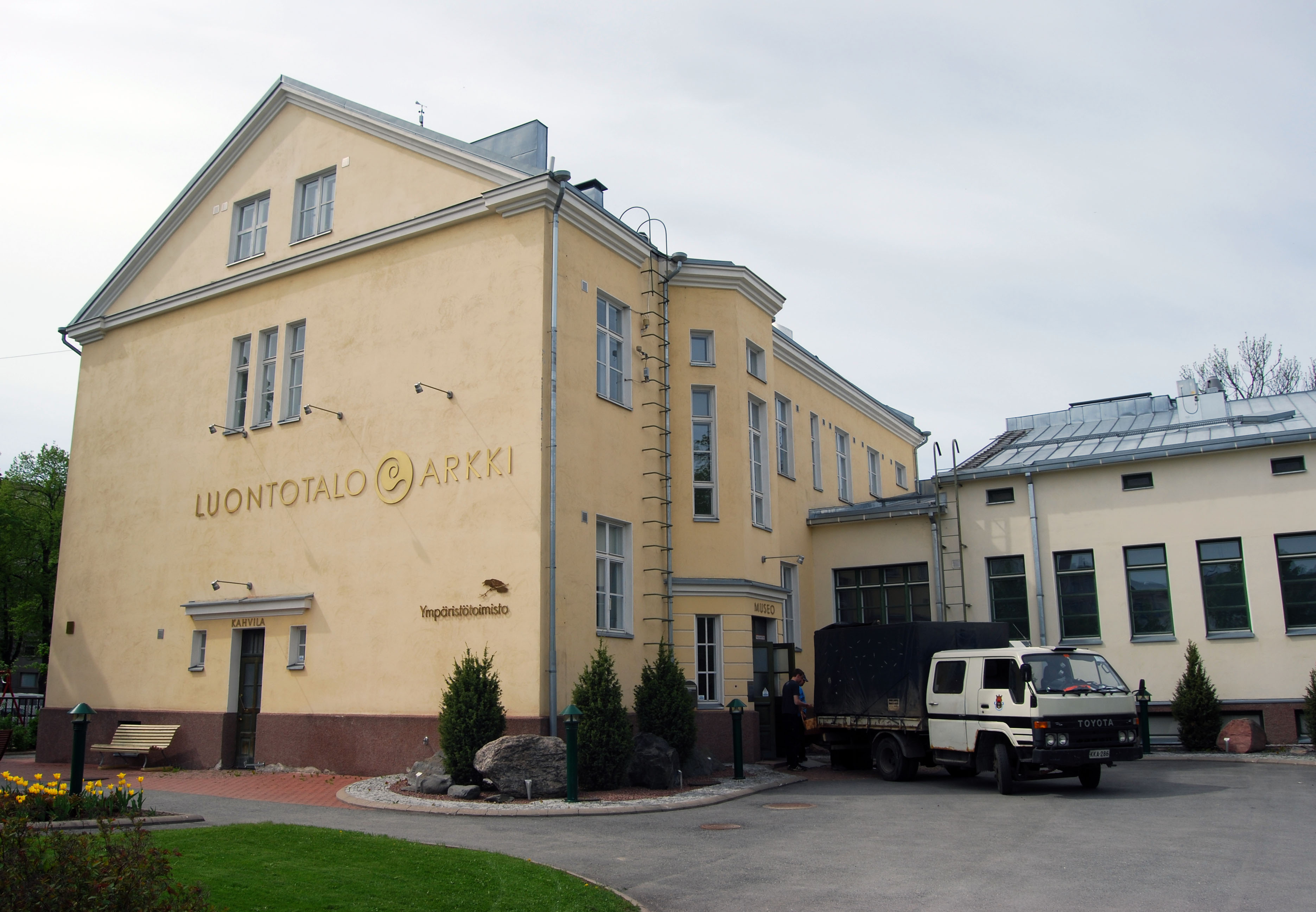
La maison de la nature Arkki.